# Ferit
Ferit je trdna raztopina na osnovi alfa-železa.
Alfa-železo ima telesno (prostorsko) centrirano kubično kristalno zgradbo in je obstojno do 911 °C. Vanj se lahko vgradijo atomi drugih elementov. V jeklih je to navadno ogljik, ki zasede vrzeli ali intersticije v njegovi kristalni mreži, ker je njegov premer precej manjši od atoma železa (intesticijska trdna raztopina). Atomi, ki so podobne velikosti kot železo ali večji, zamenjajo atome železa na mrežnih mestih (substitucijska trdna raztopina). Dodani elementi utrjuje trdno raztopino - raztopinsko utrjanje (glej Utrjanje kovin.
Alfa-železo je pod Curiejevo temperaturo (768 °C) feromagnetno.
Med 1394 °C in tališčem železa je obstojno delta-železo, ki ima enako kristalno zgradbo kot alfa-železo. Trdno raztopino na njegovi osnovi imenujemo delta-ferit.
Dodatek nekaterih elementov železu poveča stabilnost ferita (krom, molibden). To pomeni, da je le-to obstojno v širšem temperaturnem in koncentracijskem območju. Takšne elemente imenujemo alfageni elementi.